# Larissa Souza
Larissa Souza (ur. 7 lipca 1991) – brazylijska siatkarka. Obecnie występuje w drużynie Grêmio de Vôlei Osasco.

## Sukcesy
- Klubowe Mistrzostwa Świata
  -  2011